# Sterling (Massachusetts)
Sterling ist ein Ort im Worcester County des Bundesstaats Massachusetts der Vereinigten Staaten.
Das U.S. Census Bureau hat bei der Volkszählung 2020 eine Einwohnerzahl von 7985 ermittelt.

## Geographie
Sterling liegt am Ostrand der Metropolregion Boston in einer wald- und seenreichen Ebene. Der Ort dient hauptsächlich als Schlafstadt für die umliegenden Ballungszentren und als Standort von klein- und mittelständischer, meist landwirtschaftlich geprägter Industrie.

### Nachbarstädte
Umgeben ist Sterling von den Nachbarstädten Leominster im Norden, Lowell im Nordosten, Boston im Osten, Marlborough im Südosten, Worcester im Süden, Amherst im Westen und Gardner im Nordwesten.

## Geschichte
Der Bereich der heutigen Gemeinde wurde ursprünglich von einem Stamm der Nashaway-Indianer bewohnt. Die ersten weißen Siedler waren bereits um 1640 in das Gebiet vorgedrungen; über die Kontakte zu den Nashaway gibt es einen ersten schriftlichen Bericht von 1643. Zu diesem Zeitpunkt lebten 14 indianische Familien in drei Dörfern in dem Gebiet. Während des Indianeraufstandes 1675/76 zogen sich die Siedler aber wieder zurück und kehrten erst um 1700 zurück. Das Gebiet war zu diesem Zeitpunkt weitgehend verlassen; die Überlieferungen sprechen von nur noch drei Familien. Große Gebiete, darunter auch das Areal der heutigen Gemeinde Sterling, wurde in zwei Schritten 1701 und 1702 den Indianern abgekauft und zunächst der Gemeinde Lancaster zugeschlagen. Die Urbarmachung durch europäische Siedler begann um 1720; um 1740 siedelten 50 Familien in dem Gebiet des heutigen Sterling. 1743 wurden ein Gemeindehaus, eine Schule und ein gemeinsamer Viehstall errichtet. 1764 lebten hier 856 Menschen; die Siedlung hieß damals Chocksett, nach dem einheimischen Ausdruck für "Land der Füchse". 1781 wurde die Gemeinde von Lancaster selbständig und nach William Alexander, Earl of Stirling, einem General im Unabhängigkeitskrieg unter George Washington, benannt.

## Wirtschaft und Infrastruktur
Die Verkehrsanbindung des Ortes ist durch den Interstate 192, der von Nordosten nach Südwesten durch den Ort zieht und ihn mit den Städten Leominster und Worcester verbindet, gegeben. Dem lokalen Flugverkehr dient ein kleiner Flughafen in einer Entfernung von etwa dreieinhalb Kilometer vom Ortskern. Eine seit 1848 bestehende Bahnverbindung dient seit 1961 nur noch dem Güterverkehr.

## Sport
Seit der Saison 2007/2008 ist die Umgebung der Town Austragungsort einiger Querfeldeinrennen im Radsport.

## Söhne und Töchter der Stadt
- Prentiss Mellen (1764–1840), Senator
- Le Gage Pratt (1852–1911), Abgeordneter im Repräsentantenhaus